# Unterseeboot 20 (1912)
Pour les articles homonymes, voir Unterseeboot 20.
Le sous-marin allemand Unterseeboot 20 (Seiner Majestät Unterseeboot 20 ou SM U-20), de type U 19 a été construit par la Kaiserliche Werft de Danzig, et lancé le 18 décembre 1912 pour une mise en service le 5 août 1913. Il a servi pendant la Première Guerre mondiale sous pavillon de la Kaiserliche Marine.
Ce sous-marin est célèbre pour avoir coulé le paquebot Lusitania, le 7 mai 1915 au large de l'Irlande, près du phare de Old Head of Kinsale, et causé ainsi près de 1 200 morts.

## Caractéristiques techniques
De type U 19, Le SM U-20 est long de 64,15 m, large de 6,1 m (maître bau), haut de 7,10 m,et était armé de six torpilles et d'un canon de pont de 8,8 cm SK L/30 et à partir de 1916 d'un deuxième, puis d'un canon de pont de 10,5 cm SK L/40 avec 300 coups à partir de 1917.

Doté d'une autonomie de 7 600 milles nautiques, sa vitesse était de 15,4 nœuds en surface et de 9,5 nœuds sous l’eau. Il pouvait plonger à une profondeur de 50 mètres environ.

À son bord se trouvait un équipage de quatre officiers et de 31 matelots.

## Histoire
Le 7 mai 1915, le SM U-20 patrouille au large de la côte Sud de l'Irlande sous le commandement du Kapitänleutnant Walther Schwieger. Trois mois plus tôt, le 4 février, les Allemands avaient établi un blocus des U-boote autour des îles britanniques et avaient déclaré tout navire s'y trouvant comme cible légitime.
Vers 13 h 40, Schwieger est au périscope et a vu un navire s'approcher. À une distance d'environ 700 mètres, Schwieger a remarqué qu'il avait quatre entonnoirs et deux mâts, ce qui en faisait une sorte de paquebot. Il l'a reconnu comme étant le Lusitania, un navire de la réserve de la flotte britannique, et a tiré une seule torpille. Elle a touché le côté tribord, presque directement sous le pont. Après l'explosion de la torpille, le paquebot fut brisé par une seconde explosion, probablement causée par de la poussière de charbon, une explosion de chaudière ou une explosion du système de propulsion - si bien que Schwieger lui-même fut surpris. En 18 minutes, le Lusitania a coulé avec 1 198 victimes. L'épave repose par 91 m de fond.

Quinze minutes après avoir tiré sa torpille, Schwieger note dans son journal de guerre :
« Il semble que le navire ne restera à flot que pendant une très courte période. J'ai donné l'ordre de plonger à 25 mètres et de quitter la zone vers la mer. Je n'aurais pas pu tirer une autre torpille sur cette masse d'humains qui essaie désespérément de se sauver. »
Le naufrage a suscité une grande controverse sur la question de savoir si le Lusitania faisait de la contrebande de matériel de guerre vers l'Angleterre et sur le nombre de torpilles tirées sur ordre de Schwieger. Les Alliés et les États-Unis pensaient à l'origine que le SM U-20 avait tiré deux torpilles. Les enquêtes d'après-guerre ont montré qu'une seule avait été tirée.
Avant que le sous-marin ne retourne aux docks de Wilhelmshaven pour se ravitailler en carburant et en matériel, les États-Unis avaient officiellement protesté à Berlin contre la brutalité de son action.

Le Kaiser Guillaume II avait écrit dans les marges de la note américaine : « Totalement impertinent », « scandaleux », et « c'est la chose la plus insolente en termes de ton et de port[pas clair] que j'ai eue à lire depuis la note japonaise d'août dernier ». Néanmoins, pour tenir l'Amérique à l'écart de la guerre, le Kaiser a été contraint en juin d'annuler la guerre sous-marine sans restriction et d'exiger que les paquebots de passagers ne soient pas attaqués.
Le 4 septembre 1915, Schwieger est de retour en mer, à 85 milles nautiques (157 km) de Fastnet Rock, un îlot emblématique de l'Atlantique Nord, au sud de la mer d'Irlande. Ce rocher abritait l'un des principaux repères de navigation de l'océan occidental, le phare du Fastnet, et tout navire entrant ou sortant de la mer d'Irlande pouvait le voir.
Le RMS Hesperian (1907-1915), paquebot de la Allan Line Steamship, entame une nouvelle traversée de Liverpool à Québec et Montréal, avec une cargaison civile, et sert aussi de navire-hôpital, transportant environ 800 passagers. Il est attaqué au large du Fastnet, occasionnant 32 morts. L'histoire de la Grande Guerre : La marine marchande, vol. II, de Hurd, se lit comme suit : « Quelques jours auparavant, le comte Bernsdorff, l'ambassadeur allemand, avait assuré au gouvernement américain que les paquebots de passagers ne seraient pas coulés sans avertissement et sans assurer la sécurité des non combattants à bord, à condition que les paquebots ne tentent pas de s'échapper ou d'offrir une résistance. »
Cette fois, Schwieger a été reçu avec un dégoût officiel à son retour à Wilhelmshaven. On lui ordonne de se présenter à Berlin pour s'expliquer et il doit s'excuser d'avoir coulé un autre paquebot au mépris d'un ordre direct de ne plus le faire. Il se plaignit ensuite du traitement qu'il avait subi à Berlin.
Le 8 mai 1916, le SM U-20 torpille le SS Cymric (1898-1916), paquebot de la White Star Line, près de Fastnet Rock en Irlande faisant cinq morts.
Au cours de sa carrière, du 5 août 1913 au 4 novembre 1916, le SM U-20 a coulé 36 bateaux représentant un total de 144 300 tonnes.
Après sa mort le 5 septembre 1917 par suite du naufrage par mine du SM U-88 qu'il commandait, Schwieger fut pardonné à Berlin malgré le torpillage de trois paquebots. Il reçut la plus haute décoration allemande, le Pour le Mérite, pour avoir coulé 190 000 tonnes de navires.

### Destin

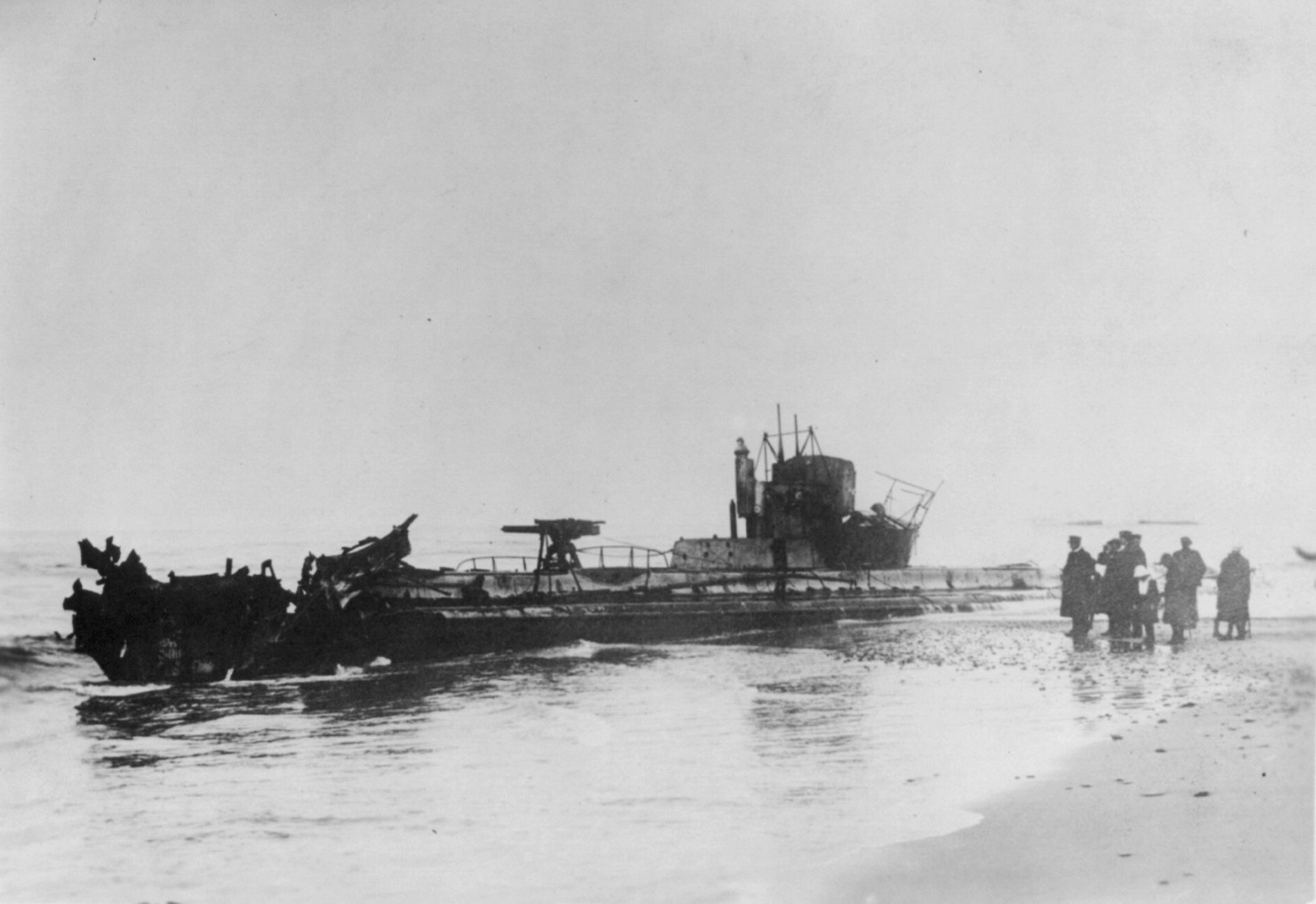
Le SM U-20 échoué sur les côtes danoises en 1916. Ses propres torpilles l'ont détruit.

Le 4 novembre 1916, le SM U-20 s'est échoué sur la côte danoise au Sud de Vrist, un peu au Nord de Thorsminde, après avoir subi des dégâts sur ses moteurs à la position géographique de 56° 33′ N, 8° 08′ E. Le lendemain, son équipage a tenté de le détruire à l'aide d'explosifs, mais n'a réussi qu'à endommager l'avant du bateau, le rendant ainsi inopérant en tant que navire de guerre. Le sous-marin est resté sur la plage jusqu'en 1925, date à laquelle le gouvernement danois l'a fait exploser. La marine danoise a retiré le canon de pont et a rendu le navire inutilisable en perçant des trous dans des parties vitales. Le canon a été conservé dans les magasins navals de Holmen à Copenhague pendant près de 80 ans. La kiosque a été enlevé et placé sur la pelouse devant le musée local Strandingsmuseum St. George Thorsminde,,.
Le romancier Clive Cussler affirme que son Agence nationale sous-marine et marine National Underwater and Marine Agency (NUMA) a localisé les restes du SM U-20 en 1984, à environ 400 mètres du rivage.
L'épave fut ensuite relevée et le kiosque du sous-marin ainsi qu'une partie de la coque est visible aujourd'hui au musée d'histoire militaire de Vienne, en Autriche.

## Commandants
- Kapitänleutnant (Kptlt.) Otto Dröscher du 5 août 1913 au 15 décembre 1914
- Kapitänleutnant (Kptlt.) Walther Schwieger du 16 décembre 1914 au 4 novembre 1916

## Flottilles
- Flottille III du 1er août 1914 au 4 novembre 1916

## Patrouilles
Le SM U-20 a effectué sept patrouilles pendant son service.

## Palmarès
Le SM U-20 a coulé 37 navires marchands pour un total de 145 830 tonneaux et endommagé un navire marchand de 2 246 tonneaux et un navire de guerre de 397 tonnes.
| Date              | Nom du navire     | Nationalité      | Tonnage | Fait      |
| ----------------- | ----------------- | ---------------- | ------- | --------- |
| 30 janvier 1915   | Ikaria            | Royaume-Uni      | 4 335   | Coulé     |
| 30 janvier 1915   | Oriole            | Royaume-Uni      | 1 489   | Coulé     |
| 30 janvier 1915   | Tokomaru          | Royaume-Uni      | 6 084   | Coulé     |
| 7 mars 1915       | Bengrove          | Royaume-Uni      | 3 840   | Coulé     |
| 9 mars 1915       | Princess Victoria | Royaume-Uni      | 1 108   | Coulé     |
| 11 mars 1915      | Florazan          | Royaume-Uni      | 4 658   | Coulé     |
| 5 mai 1915        | Earl of Lathom    | Royaume-Uni      | 132     | Coulé     |
| 6 mai 1915        | Candidate         | Royaume-Uni      | 5 858   | Coulé     |
| 6 mai 1915        | Centurion         | Royaume-Uni      | 5 495   | Coulé     |
| 7 mai 1915        | RMS Lusitania     | Royaume-Uni      | 30 396  | Coulé     |
| 8 juillet 1915    | Marion Lightbody  | Empire russe     | 2 176   | Coulé     |
| 9 juillet 1915    | Ellesmere         | Royaume-Uni      | 1 170   | Coulé     |
| 9 juillet 1915    | Leo               | Empire russe     | 2 224   | Coulé     |
| 9 juillet 1915    | Meadowfield       | Royaume-Uni      | 2 750   | Coulé     |
| 13 juillet 1915   | Lennok            | Empire russe     | 1 142   | Coulé     |
| 2 septembre 1915  | Roumanie          | Royaume-Uni      | 2 599   | Coulé     |
| 3 septembre 1915  | Frode             | Danemark         | 1 875   | Coulé     |
| 4 septembre 1915  | Hesperian         | Royaume-Uni      | 10 920  | Coulé     |
| 5 septembre 1915  | Dictator          | United Kingdom   | 4 116   | Coulé     |
| 5 septembre 1915  | Douro             | United Kingdom   | 1 604   | Coulé     |
| 5 septembre 1915  | Rhea              | Empire russe     | 1 145   | Coulé     |
| 6 septembre 1915  | Guatemala         | France           | 5 913   | Coulé     |
| 7 septembre 1915  | Bordeaux          | France           | 4 604   | Coulé     |
| 7 septembre 1915  | Caroni            | Royaume-Uni      | 2 652   | Coulé     |
| 8 septembre 1915  | Mora              | Royaume-Uni      | 3 047   | Coulé     |
| 30 avril 1916     | Bakio             | Espagne          | 1 906   | Coulé     |
| 1er mai 1916      | Bernadette        | France           | 486     | Coulé     |
| 2 mai 1916        | Ruabon            | Royaume-Uni      | 2 004   | Coulé     |
| 3 mai 1916        | Marie Molinos     | France           | 1 946   | Coulé     |
| 6 mai 1916        | Galgate           | Royaume-Uni      | 2 356   | Coulé     |
| 8 mai 1916        | Cymric            | Royaume-Uni      | 13 370  | Coulé     |
| 1er août 1916     | Aaro              | Royaume-Uni      | 2 603   | Coulé     |
| 29 août 1916      | Ibo               | Portugal         | 397     | Endommagé |
| 26 septembre 1916 | Thelma            | Royaume-Uni      | 1 002   | Coulé     |
| 18 octobre 1916   | Ethel Duncan      | Royaume-Uni      | 2 510   | Coulé     |
| 23 octobre 1916   | Arromanches       | France           | 1 640   | Coulé     |
| 23 octobre 1916   | Chieri            | Royaume d'Italie | 4 400   | Coulé     |
| 23 octobre 1916   | Felix Louis       | France           | 275     | Coulé     |
| 26 octobre 1916   | Fabian            | Royaume-Uni      | 2 246   | Endommagé |